# Садовый (Ивановская область)
Садовый — село в Гаврилово-Посадском районе Ивановской области, входит в Гаврилово-Посадское городское поселение.

## История
В 1981 году указом Президиума Верховного Совета РСФСР поселок 4-го участка совхоза «Гаврилово-Посадский» переименован  в Садовый.

## Население
| 2010 |
| ---- |
| 0    |

## Инфраструктура
В советское время действовал совхоз «Гаврилово-Посадский»